# Sœurs missionnaires de sainte Thérèse de l'Enfant Jésus
Les sœurs missionnaires de sainte Thérèse de l'Enfant Jésus sont une congrégation religieuse féminine enseignante et missionnaire de droit pontifical.

## Historique
La congrégation est fondée le 11 avril 1929 à Santa Rosa de Osos par Miguel Ángel Builes, évêque du diocèse de Santa Rosa de Osos, pour répondre au manque d'instruction de la jeunesse. Sept jeunes filles commencent l'œuvre. Au début, elles sont surtout présentes dans le département d'Antioquia et dans la région Caraïbe, car l'endroit est difficile d'accès et dans une situation économique très précaire.
L'institut obtient le décret de louange le 9 mai 1953 et l'approbation définitive du Saint-Siège le 29 juillet 1964.

## Activités et diffusion
Les sœurs se consacrent à l'enseignement de la jeunesse et aux œuvres sociales, elles sont principalement actives en terre de mission. 
Elles sont présentes en: 
- Amérique du Nord : Mexique.
- Amérique centrale :  Guatemala, Panama.
- Amérique du Sud : Bolivie, Colombie, Équateur, Pérou.
- Afrique : Bénin, Côte d'Ivoire, Kenya.
- Europe : Espagne, Italie.

La maison-mère est à Medellín.
En 2017, la congrégation comptait 437 sœurs dans 64 maisons.